# Торникрофт, Мишин
Мишин Торникрофт (англ. Micheen Thornycroft, род. 26 июня 1987 года, Хараре, Зимбабве) — зимбабвийская гребчиха, участница летних Олимпийских игр 2012 года, двукратная чемпионка Африки.

## Спортивная биография
Заниматься академической греблей Мишин начала ещё в школе. На юниорском уровне на счету Торникрофт значатся два попадания в финал B на молодёжных чемпионатах мира 2006 и 2009 годов. 
В 2012 году Торникрофт приняла участие в летних Олимпийских играх в Лондоне, куда зимбабвийская спортсменка пробилась через африканскую квалификацию. По итогам предварительных раундов в соревновании одиночек Мишин получила право выступить в финале C, где уступила лишь ирландской спортсменке Саните Пушпуре, и заняла общее 14-е место. Чемпионат мира 2013 года стал самым успешным в карьере Торникрофт. Мишин пробилась в финал B, где стала 4-й. Таким образом она заняла итоговое 10-е место. Чемпионат мира 2014 года сложился для Торникрофт неудачно. Зимбабвийка смогла пробиться лишь в финал D, где стала 2-й. С 2015 года тренируется в ЮАР под руководством Роджера Бэрроу, который также является тренером южноафриканской легковесной четвёрки — олимпийских чемпионов Лондона-2012. На чемпионате мира 2015 года Мишин вновь смогла пробиться в финал B, но стала там только 6-й. В октябре 2015 года Мишин заняла первое место в соревнованиях одиночек по итогам африканской квалификации. Этот результат позволил зимбабвийской спортсменке получить именную лицензию для участия в летних Олимпийских играх 2016 года в Рио-де-Жанейро.

## Личная жизнь
- Окончила университет Родса, а затем магистратуру в университете Йоханнесбурга[6].
- Старшая сестра — Розанна, которая также выступает в соревнованиях по академической гребле.